# Катуза (Оклахома)
Катуза (англ. Catoosa) — місто (англ. city) в США, в округах Роджерс і Вагонер штату Оклахома. Населення — 7440 осіб (2020).

## Географія
Катуза розташована за координатами 36°10′56″ пн. ш. 95°46′18″ зх. д. / 36.18222° пн. ш. 95.77167° зх. д. (36.182311, -95.771529).  За даними Бюро перепису населення США в 2010 році місто мало площу 29,03 км², з яких 28,97 км² — суходіл та 0,06 км² — водойми.

## Демографія
Згідно з переписом 2010 року, у місті мешкала 7151 особа в 2581 домогосподарстві у складі 1876 родин. Густота населення становила 246 осіб/км².  Було 2993 помешкання (103/км²).
Расовий склад населення:
| - 72,0 % — білих - 13,3 % — корінних американців - 1,1 % — чорних або афроамериканців - 0,8 % — азіатів - 4,3 % — осіб інших рас |

До двох чи більше рас належало 8,4 %. Частка іспаномовних становила 8,6 % від усіх жителів.
За віковим діапазоном населення розподілялося таким чином: 28,4 % — особи молодші 18 років, 60,4 % — особи у віці 18—64 років, 11,2 % — особи у віці 65 років та старші. Медіана віку мешканця становила 33,4 року. На 100 осіб жіночої статі у місті припадало 94,4 чоловіків;  на 100 жінок у віці від 18 років та старших — 90,6 чоловіків також старших 18 років.
Середній дохід на одне домашнє господарство  становив 66 218 доларів США (медіана — 50 750), а середній дохід на одну сім'ю — 71 971 долар (медіана — 54 700). Медіана доходів становила 41 521 долар для чоловіків та 34 279 доларів для жінок. За межею бідності перебувало 11,1 % осіб, у тому числі 15,6 % дітей у віці до 18 років та 5,8 % осіб у віці 65 років та старших.
Цивільне працевлаштоване населення становило 3766 осіб. Основні галузі зайнятості: освіта, охорона здоров'я та соціальна допомога — 17,7 %, виробництво — 15,7 %, роздрібна торгівля — 14,4 %.